# Ottawa Wheels
Die Ottawa Wheels (bis 1997 Ottawa Loggers) waren ein kanadisches Inlinehockeyfranchise aus Ottawa in der Provinz Ontario. Es existierte von 1995 bis 1997 und nahm an drei Spielzeiten der professionellen Inlinehockeyliga Roller Hockey International teil. Die Heimspiele des Teams wurden im Ottawa Civic Center (1995) und Corel Centre (1996 und 1997) ausgetragen.

## Geschichte
Das Team war vor der Saison 1995 von Portland im Bundesstaat Maine, wo es als New England Stingers spielte, nach Ottawa in der Provinz Ontario verlegt worden. In der ersten Saison qualifizierte sich das Team unter dem Namen Loggers mit Cheftrainer Jocelyn Guèvremont für die Teilnahme an den Playoffs um den Murphy Cup und unterlag dort im Conference-Viertelfinale den Philadelphia Bulldogs.
In der folgenden Saison wurde die Teilnahme an der Endrunde klar verpasst. 1997 wurde das Team in Ottawa Wheels umbenannt, in den Playoffs schied das Team im Conference-Halbfinale gegen die Orlando Jackals aus.
1995 hatte das Team einen Zuschauerschnitt von 5207 und fand sich im Vergleich der anderen Teams im oberen Viertel wieder. Im Folgejahr hatten die Loggers sogar den zweitbesten Zuschauerschnitt der Liga mit 7103 Besuchern, lediglich die Anaheim Bullfrogs hatten mit 9871 Zuschauern einen besseren Schnitt. Im Jahr 1997 jedoch, als das Team als Wheels in Erscheinung trat, musste ein starker Rückgang des Zuschauerinteresses hingenommen werden. Lediglich 2633 Zuschauer im Schnitt wollten sich die Spiele anschauen.
Die Teamfarben waren zunächst Grün, Blau, Rot und Schwarz, später Blaugrün, Lila und Schwarz.

## Saisonstatistik
Abkürzungen: Sp = Spiele, S = Siege, N = Niederlagen, U = Unentschieden, OTN = Niederlagen nach Overtime oder Shootout, Pkt = Punkte, T = Erzielte Tore, GT = Gegentore
| Saison | Sp | S  | N  | U | OTN | Pkt | T   | GT  | Platz        | Playoffs                                                   |
| 1995   | 24 | 14 | 9  | 1 | –   | 37  | 181 | 155 | 2., Atlantic | Niederlage im Conference-Viertelfinale, 0:2 (Philadelphia) |
| 1996   | 28 | 3  | 22 | – | 3   | 9   | 174 | 263 | 4., Central  | nicht qualifiziert                                         |
| 1997   | 24 | 10 | 12 | – | 2   | 22  | 162 | 181 | 4., Eastern  | Niederlage im Conference-Halbfinale, 0:2 (Orlando)         |

## Bekannte Spieler
- Matt DelGuidice
- Daniel Gauthier
- Alexander Kuzminski
- Éric Landry
- Derek Laxdal
- Moe Lemay
- Manon Rhéaume
- Guy Rouleau
- Brad Smyth
- Sergei Swjagin